# Kumba calvifrons
Kumba calvifrons är en fiskart som beskrevs av Akitoshi Iwamoto och Sazonov, 1994. Kumba calvifrons ingår i släktet Kumba och familjen skolästfiskar. Inga underarter finns listade i Catalogue of Life.